# Samed Baždar
Samed Baždar (serbisch-kyrillisch Самед Баждар; * 31. Januar 2004 in Novi Pazar, Serbien und Montenegro) ist ein bosnisch-herzegowinischer Fußballspieler, der hauptsächlich als Hängende Spitze, Mittelstürmer und Offensiver Mittelfeldspieler spielt.

## Karriere

### Verein
Baždar begann seine Karriere in der Jugend des Vereins FK Partizan Belgrad. Sein Profidebüt für den Verein gab er am 15. Mai 2021. In einem 3:0-Sieg über FK Voždovac wurde er in der 79. Minute als Ersatz für Miloš Jojić eingewechselt.
Am 9. Juli 2022 erzielte Baždar sein erstes Tor für Partizan in einem 4:0-Auswärtssieg gegen FK Javor Ivanjica, im ersten Spiel der Saison 2022/23. In den letzten Momenten des Spiels schnappte sich Baždar den Ball in der Mitte des Feldes von seinem Gegenspieler, lief auf das gegnerische Tor zu und erzielte den Endstand.
Im Juli 2024 wechselte er zum spanischen Zweitligisten Real Saragossa und unterschrieb dort einen Vertrag bis 2029.

### Nationalmannschaft
Baždar hat verschiedene Jugendnationalmannschaften Serbiens durchlaufen, darunter die U15, U16, U17 und U19. Er war ein aktiver Teilnehmer in diesen Auswahlteams. Baždar steht kurz vor seinen nächsten Einsätzen für die Serbische Fußballnationalmannschaft (U-21-Männer) bei der U21-EM Qualifikation. Im November 2024 wurde bekannt, dass Baždar zukünftig für die bosnische Nationalmannschaft spielen werde. Der bosnische Nationaltrainer Sergej Barbarez berief ihn in den Kader für die Nations-League-Spiele gegen Deutschland und die Niederlande.

## Privates
Samed Baždar ist ethnischer Bosniake und stammt aus einer muslimischen Familie aus dem serbischen Novi Pazar. Seine Familie mütterlicherseits hat ihre Wurzeln im benachbarten Bosnien und Herzegowina.

## Erfolge
- Torschützenkönig der serbischen U17-Meisterschaft
- Serbischer U17-Meister